# Campeonato Europeu de Futebol de 1980
O Campeonato Europeu de Futebol de 1980, foi realizado na Itália. Sendo esta a 6ª edição do Campeonato Europeu de Futebol. O torneio final foi realizado entre 11 de junho e 22 de junho de 1980.
Esta foi a primeira edição no qual oito equipas, e não apenas quatro, podiam se qualificar para o final do torneio. Sete deste países foram qualificados para o final. E também pela primeira vez, a equipa da casa, a Itália, se qualificou automaticamente para as finais.
Devido à expansão do formato, a final também sofreu algumas mudanças. Dois grupos de quatro equipes foram criados; cada uma jogaria com todas as outras equipes do mesmo grupo. Os vencedores dos grupos passariam automaticamente à final (não havia semi-finais).

## Fase de qualificação
As 32 selecções pertencentes à UEFA foram divididas em 7 grupos. Para a fase final do torneio qualificaram-se as vencedoras de cada um dos grupos. A Itália qualificou-se automaticamente como anfitriã.

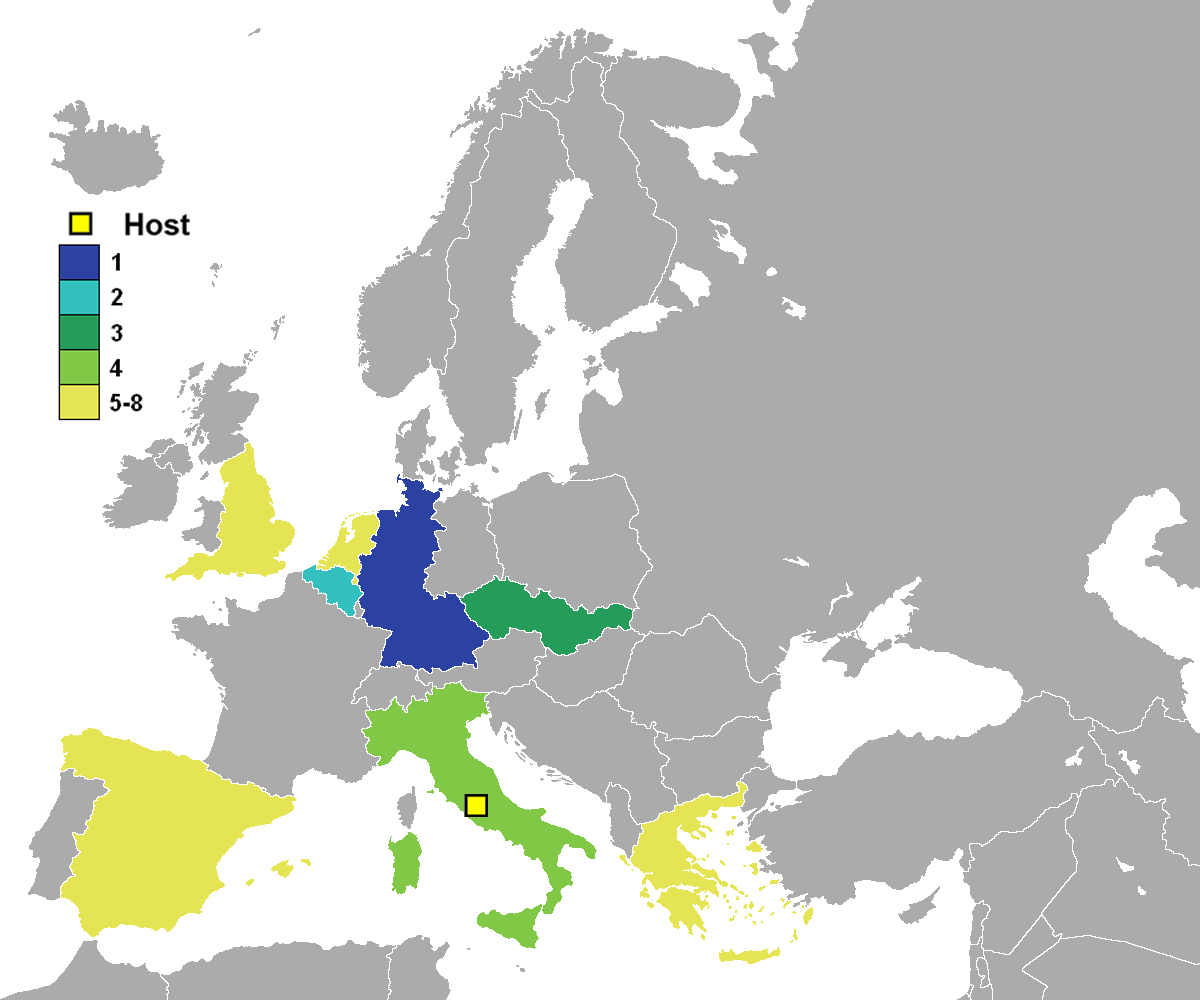
Euro 1980 - financistas

Anfitriã
- Itália

Qualificados
- Bélgica
- Tchecoslováquia
- Inglaterra
- Grécia
- Países Baixos
- Espanha
- Alemanha Ocidental

## Estádios
| \| Turim Milão Roma Nápoles \| |                           |
| Roma                           | Milão                     |
| Stadio Olimpico                | Estádio Giuseppe Meazza   |
| Capacidade: 66,341             | Capacidade: 83,141        |
|                                |                           |
| Nápoles                        | Turim                     |
| Estádio San Paolo              | Estádio Olímpico de Turim |
| Capacidade: 81,101             | Capacidade: 71,180        |
|                                |                           |
| Turim Milão Roma Nápoles       |                           |

## Primeira Fase

### Grupo A
| Selecção           | Pts | J | V | E | D | GM | GS | +/- |
| ------------------ | --- | - | - | - | - | -- | -- | --- |
| Alemanha Ocidental | 5   | 3 | 2 | 1 | 0 | 4  | 2  |     |
| Tchecoslováquia    | 3   | 3 | 1 | 1 | 1 | 4  | 3  |     |
| Países Baixos      | 3   | 3 | 1 | 1 | 1 | 4  | 4  |     |
| Grécia             | 1   | 3 | 0 | 1 | 2 | 1  | 4  |     |

| 11 de junho de 1980 | Tchecoslováquia | 0 – 1     | Alemanha Ocidental | Stadio Olimpico, Roma                       |
| 17:45               |                 | Relatório | Rummenigge 57'     | Público: 11 059 Árbitro: Alberto Michelotti |

| 11 de junho de 1980 | Países Baixos   | 1 – 0     | Grécia | Estádio San Paolo, Nápoles            |
| 20:30               | Kist 65' (g.p.) | Relatório |        | Público: 14 990 Árbitro: Adolf Prokop |

| 14 de junho de 1980 | Alemanha Ocidental | 3 – 2     | Países Baixos                       | Estádio San Paolo, Nápoles            |
| 17:45               | Allofs 20' 60' 65' | Relatório | Rep 79' (g.p.) · van de Kerkhof 85' | Público: 26 546 Árbitro: Robert Wurtz |

| 14 de junho de 1980 | Grécia           | 1 – 3     | Tchecoslováquia                     | Stadio Olimpico, Roma                     |
| 20:30               | Anastopoulos 14' | Relatório | Panenka 6' · Vizek 26' · Nehoda 63' | Público: 4 726 Árbitro: Patrick Partridge |

| 17 de junho de 1980 | Países Baixos | 1 – 1     | Tchecoslováquia | Estádio Giuseppe Meazza, Milão    |
| 17:45               | Kist 59'      | Relatório | Nehoda 16'      | Público: 11 889 Árbitro: Hilmi Ok |

| 17 de junho de 1980 | Grécia | 0 – 0     | Alemanha Ocidental | Estádio Olímpico de Turim, Turim        |
| 20:30               |        | Relatório |                    | Público: 13 901 Árbitro: Brian McGinlay |

### Grupo B
| Selecção   | Pts | J | V | E | D | GM | GS | +/- |
| ---------- | --- | - | - | - | - | -- | -- | --- |
| Bélgica    | 4   | 3 | 1 | 2 | 0 | 3  | 2  |     |
| Itália     | 4   | 3 | 1 | 2 | 0 | 1  | 0  |     |
| Inglaterra | 3   | 3 | 1 | 1 | 1 | 3  | 3  |     |
| Espanha    | 1   | 3 | 0 | 1 | 2 | 2  | 4  |     |

| 12 de junho de 1980 | Bélgica       | 1 – 1     | Inglaterra  | Estádio Olímpico de Turim, Turim        |
| 17:45               | Ceulemans 29' | Relatório | Wilkins 26' | Público: 15 186 Árbitro: Heinz Aldinger |

| 12 de junho de 1980 | Espanha | 0 – 0     | Itália | Estádio Giuseppe Meazza, Milão          |
| 20:30               |         | Relatório |        | Público: 46 816 Árbitro: Károly Palotai |

| 15 de junho de 1980 | Bélgica                | 2 – 1     | Espanha   | Estádio Giuseppe Meazza, Milão          |
| 17:45               | Gerets 17' · Cools 65' | Relatório | Quini 36' | Público: 11 430 Árbitro: Charles Corver |

| 15 de junho de 1980 | Inglaterra | 0 – 1     | Itália       | Estádio Olímpico de Turim, Turim        |
| 20:30               |            | Relatório | Tardelli 79' | Público: 59 646 Árbitro: Nicolae Rainea |

| 18 de junho de 1980 | Espanha          | 1 – 2     | Inglaterra                  | Estádio San Paolo, Nápoles              |
| 17:45               | Dani 48' (g.p..) | Relatório | Brooking 19' · Woodcock 61' | Público: 14,440 Árbitro: Erich Linemayr |

| 18 de junho de 1980 | Itália | 0 – 0     | Bélgica | Stadio Olimpico, Roma                    |
| 20:30               |        | Relatório |         | Público: 42,318 Árbitro: António Garrido |

## Terceiro lugar
| 21 de junho de 1980 | Tchecoslováquia | 1 – 1     | Itália       | San Paolo, Nápoles      |
| 20:30               | Jurkemik 54'    | Relatório | Graziani 73' | Árbitro: Erich Linemayr |

|                                                                 |       | Penalidades                                                                |  |
| Masny Nehoda Ondruš Jurkemik Panenka Gögh Gajdusek Kozák Barmos | 9 – 8 | Causio Altobelli Baresi Cabrini Benetti Graziani Scirea Tardelli Collovati |  |

## Final
| 22 de junho de 1980 | Bélgica                 | 1 – 2     | Alemanha Ocidental | Stadio Olimpico, Roma                   |
| 20:30               | Vandereycken 75' (g.p.) | Relatório | Hrubesch 10' 88'   | Público: 47 864 Árbitro: Nicolae Rainea |

## Premiações

### Campeões
| Campeonato Europeu de Futebol de 1980  |
| -------------------------------------- |
| ALEMANHA OCIDENTAL Campeão (2º título) |

### Melhores do torneio
De acordo com a UEFA, os melhores jogadores do Euro 1980 foram:
| Guarda-Redes     | Defesas                                                    | Médios                                                                  | Avançados                  |
| ---------------- | ---------------------------------------------------------- | ----------------------------------------------------------------------- | -------------------------- |
| Jean-Marie Pfaff | Eric Gerets Karlheinz Förster Marco Tardelli Bernard Dietz | Hans-Peter Briegel Giancarlo Antognoni Bernd Schuster René Vandereycken | Zdeněk Nehoda Klaus Allofs |

## Artilharia
| 3 golos - Klaus Allofs | 2 golos - Horst Hrubesch - Zdenek Nehoda - Kees Kist | 1 golo - Jan Ceulemans - Julien Cools - Eric Gerets - René Vandereycken - Ladislav Jurkemik - Antonín Panenka - Ladislav Vízek - Trevor Brooking - Ray Wilkins - Tony Woodcock - Karl-Heinz Rummenigge - Nikos Anastopoulos - Francesco Graziani - Marco Tardelli - Johnny Rep - Willy van de Kerkhof - Dani - Quini |